# Gadhra
Gadhra là một thị trấn thống kê (census town) của quận Purbi Singhbhum thuộc bang Jharkhand, Ấn Độ.

## Nhân khẩu
Theo điều tra dân số năm 2001 của Ấn Độ, Gadhra có dân số 15.742 người. Phái nam chiếm 53% tổng số dân và phái nữ chiếm 47%. Gadhra có tỷ lệ 65% biết đọc biết viết, cao hơn tỷ lệ trung bình toàn quốc là 59,5%: tỷ lệ cho phái nam là 75%, và tỷ lệ cho phái nữ là 55%. Tại Gadhra, 14% dân số nhỏ hơn 6 tuổi.